# José De Cauwer

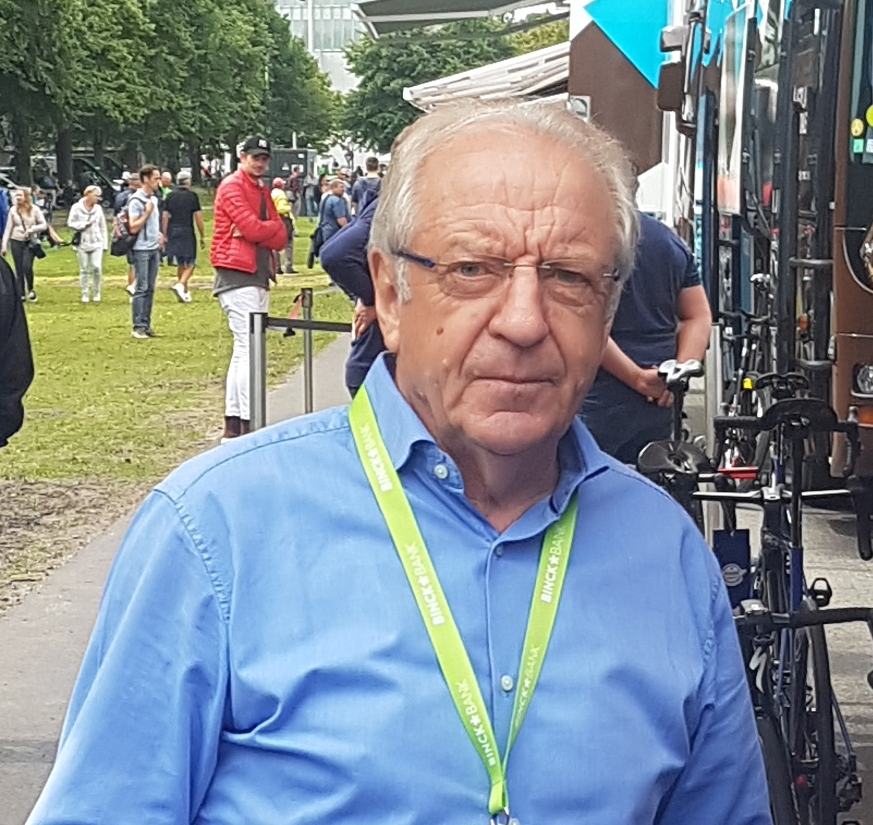
José De Cauwer (2019)

José De Cauwer (* 25. September 1949 in Temse) ist ein ehemaliger belgischer Radrennfahrer und Sportlicher Leiter.

## Sportliche Laufbahn
De Cauwer war im Straßenradsport aktiv. Als Amateur gewann er eine Vielzahl an Eintagesrennen und Kriterien in seiner Heimat und vertrat Belgien 1970 in der Tour de l’Avenir. Er fuhr 1972 die Internationale Friedensfahrt, wobei er ausschied. In der Polen-Rundfahrt kam er auf den 38. Platz.
Von 1973 bis 1980 war er als Berufsfahrer aktiv. Er begann im Radsportteam Sonolor-Gitane. 1976 holte er einen Etappensieg in der Vuelta a España und 1978 in der Belgien-Rundfahrt.
1974 wurde er Zweiter im Grand Prix de Denain hinter Willy Teirlinck. 1975 wurde er Dritter im Omloop Het Volk. Die Tour de France bestritt er fünfmal. 1975 wurde er 67., 1976 79., 1977 46., 1978 55. und 1979 85. der Gesamtwertung. In der Vuelta a España 1975 und 1976 schied er aus. In den Rennen der Monumente des Radsports war der 12. Platz im Rennen Paris–Roubaix 1975 sein bestes Resultat.

## Berufliches
Als Sportlicher Leiter arbeitete er unter anderem für die Radsportteams AD Renting, Tulip Computers, Jacky Aernoudt-Rossin, Predictor-Lotto und Silence-Lotto. Von 1998 bis 2005 war er Nationaltrainer in Belgien. Derzeit ist er als Sportkommentator für Radrennen im öffentlich-rechtlichen flämischen Fernsehprogramm VRT tätig.